# Körösújfalu megállóhely
Körösújfalu megállóhely egy Békés vármegyei megállóhely melyet a MÁV üzemeltetett. A vasúti forgalom szünetel.

## Áthaladó vasútvonalak
A megállóhelyhez a következő állomások vannak a legközelebb:
- Körösnagyharsány–Vésztő–Gyoma-vasútvonal

## Kapcsolódó állomások
- Kótpuszta megállóhely (Körösnagyharsány-Vésztő-Gyoma vasútvonal)
- Dobaipuszta megállóhely (Körösnagyharsány-Vésztő-Gyoma vasútvonal)

## Forgalom
A megállóhelyen és a rajta áthaladó vasútvonalon egy szakaszán vasúti forgalom 2009. december 13-a óta szünetel.
Bővebben: 2009-es magyarországi vasútbezárások

## Megközelítése
A megállóhely Körösújfalu északi részén helyezkedik el, közúti megközelítése csak önkormányzati utakon keresztül lehetséges.